# Cova Simanya
La cova Simanya és una cova del massís de Sant Llorenç del Munt situada al municipi de Sant Llorenç Savall, al Vallès Occidental. Té un recorregut de 372 m i un desnivell de 8 m. La boca d'entrada es troba a 885 m d'alçada. És a la canal del Llor, al vessant oriental del Montcau (1.056 m) i a una distància de gairebé 400 m del cim. Es tracta d'un tàlveg hipogeu d'origen càrstic format per conglomerat.
La cova forma part d'un conjunt de cinc cavitats que corresponen al mateix sistema càrstic. De sud a nord són: la cova del Triangle (38 m), la cova Simanya Petita (60 m), la cova Simanya, la cova del Torrent (38 m) i la cova de l'Àngel (18 m). Les cinc coves conformen l'anomenat "complex de les Simanyes" o "coves Simanyes" i formen una mateixa unitat que per colmatació dels seus conductes han quedat separades.
És dins del límit del Parc Natural de Sant Llorenç del Munt i l'Obac, creat el 1972. Des del 2000 també forma part de l'Inventari d'espais d'interès geològic de Catalunya (IEIGC) inventariat com espai d'interès geològic en el conjunt de la geozona Sant Llorenç del Munt i l'Obac, la qual forma part del parc natural majoritàriament.
La cova està declarada Bé Cultural d'Interès Local pel Departament de Cultura de la Generalitat de Catalunya i inventariada com a element de patrimoni natural al Mapa de Patrimoni Cultural de la Diputació de Barcelona.

## Toponímia
El topònim «Simanya» prové del llatí sima magna, «cova gran». El vocable sima ve del grec antic σιμός ("sīmós"; forat) i magna del protoitàlic *magnos, del protoindoeuropeu *m̥ǵh₂nós, de l'arrel *méǵh₂s («gran»).
La cova Simanya a vegades també és anomenada cova Simanya Gran, per distingir-la de la veïna cova Simanya Petita.

## Descripció

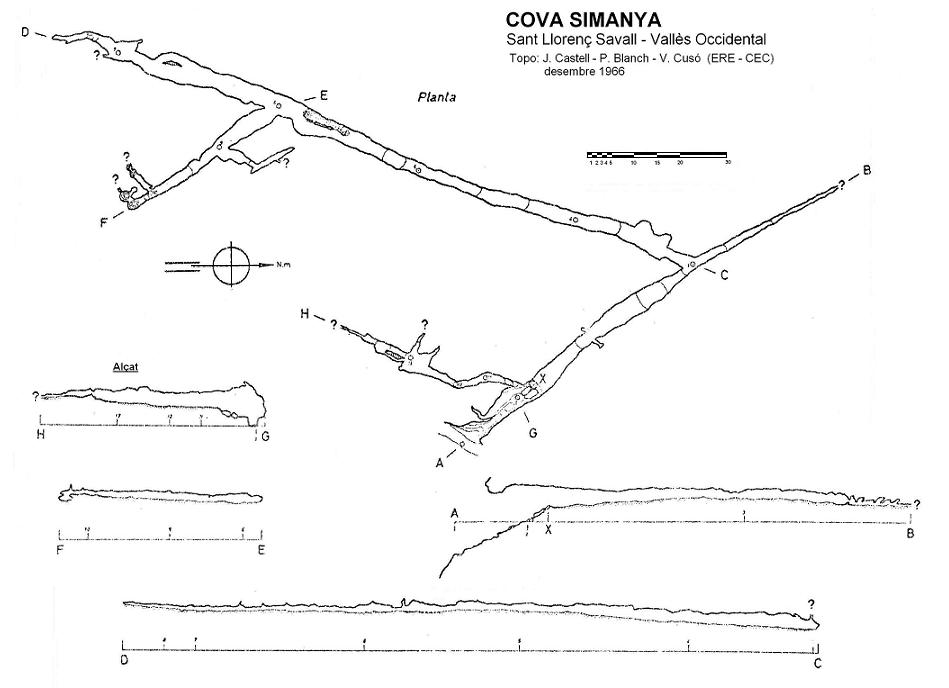
Topografia feta per l'Equip de Recerques Espeleològiques del Centre Excursionista de Catalunya el 1966

La cova Simanya forma part d'un important complex de galeries interconnectades amb les cavitats veïnes de la cova Simanya Petita, la cova Simanya Nova i la cova de l'Àngel.
La cavitat té una gran boca d'entrada que accedeix a una galeria rectilínia en direcció nord-oest i que acaba 98 m més enllà, progressivament reomplerta de sediments. De la galeria principal en surten dues bifurcacions, ambdues a la banda esquerra i en direcció sud-oest.
La primera és a poc més de 10 m de la boca, és lleugerament ascendent i acaba en una estreta diàclasi a gairebé 50 m del seu inici. La segona, és també rectilínia i d'una amplada mitjana de 3 m. A la seva primera meitat té seccions triangulars i s'hi fan petits tolls d'aigua i hi ha restes de gours destrossats. Al cap d'uns 80 m, aquesta galeria arriba al lloc anomenat el Pas de l'Oca, on les alçades rarament superen 1 m o 1,5 m a causa de l'augment dels sediments, que acaben per tapar quasi totalment la galeria. Des d'aquest lloc, uns 50 m més tard, la galeria arriba al final, on s'ha comprovat l'enllaç amb la cova del Triangle, que mai s'ha pogut realitzar físicament.
També des del Pas de l'Oca, al costat esquerre, neix un altre conducte, paral·lel a la galeria d'entrada i amb petites derivacions. Aquesta galeria finalitza uns 40 m més enllà, on hi ha dos pouets excavats en els sediments. A aquest punt hi ha la unió amb la cova Simanya Petita, impracticable per l'estretor, però demostrat ja que els sons arriben dèbilment d'una cavitat a l'altra.
Es tracta d'una caverna formada per un antic riu subterrani traçat sobre un sistema de diàclasis en xarxa que deuria deixar de funcionar en plena fase juvenil i que deuria drenar un massís molt més important que l'actual Montcau. Els fenòmens reconstructius tenen molt poca importància i en èpoques de fortes pluges es produeixen infiltracions que poden arribar a inundar alguns trams de la cavitat.

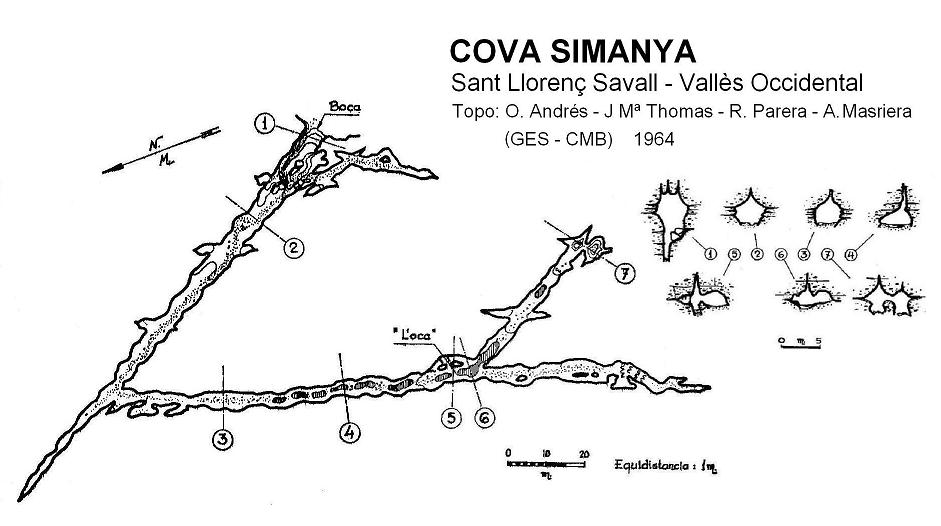
Topografia feta pel Grup d'Exploracions Subterrànies del Club Muntanyenc Barcelonès el 1964
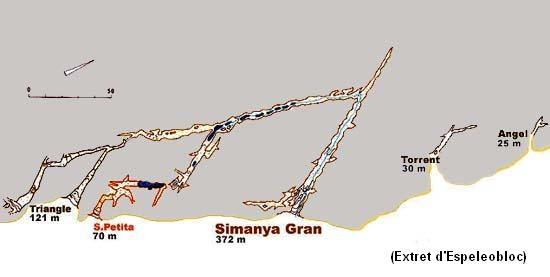
Topografia de la cova Simanya Gran, la cova Simanya Petita, la cova del Triangle, la cova del Torrent i la cova de l'Àngel

## Història

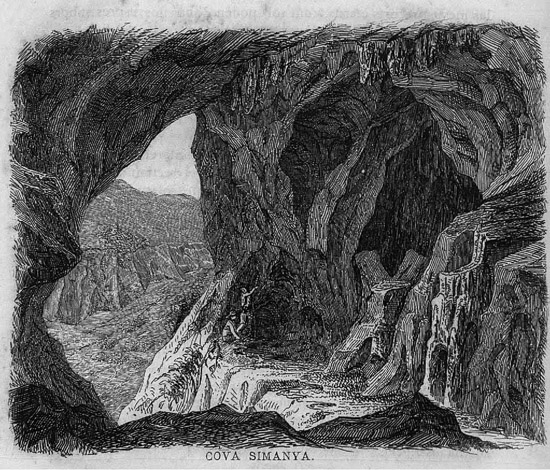
Cova Simanya, làmina de Lluís Rigalt i Farriols

La cova Simanya és citada i descrita de manera molt fantasiosa per l'historiador i cronista Jeroni Pujades a la seva Crònica universal del Principat de Catalunya, publicada el 1609.
Durant el segle xix i principi del XX es té constància que va ser visitada per Cèsar August Torras i Ferreri (1851-1923), considerat el primer promotor de l'excursionisme català; Norbert Font i Sagué (1873-1910), introductor de l'espeleologia a Catalunya; el paleontòleg i geòleg Marià Faura i Sans (1886-1941); o Domènec Palet i Barba (1872-1953), que fou un dels fundadors del Centre Excursionista de Terrassa, entre d'altres. Durant l'últim terç del segle xix va ser visitada pel pintor i dibuixant Lluís Rigalt i Farriols (1814-1894) i hi va dibuixar una làmina que il·lustra l'entrada de la cova vista des de l'interior.
La primera topografia coneguda va ser feta per membres del Centre Excursionista de Terrassa el 7 de maig del 1911. Entre el 1929 i el 1930 s'hi efectuaren unes prospeccions arqueològiques dirigides per Pau Codina en què s'hi va trobar una gran quantitat de ceràmica eneolítica del període del Bronze Antic (1800 aC al 1500 aC). Pocs anys després, el topògraf Josep Closas i Miralles (1900-1962) en va fer un nou plànol que va ser publicat el 1944 pel geòleg i espeleòleg Noel Llopis i Lladó (1911-1968).
A la dècada dels anys 1960 dos grups diferents d'espeleologia van fer els mapes topogràfics més complets i recents de la cavitat fins a l'actualitat. La primera va ser feta el 1964 per O. Andrés, J. M. Tomàs, R. Parera i A. Masriera, del Grup d'Exploracions Subterrànies del Club Muntanyenc Barcelonès. La segona la realitzà J. Castell, P. Blanch, V. Cussó, de l'Equip de Recerques Espeleològiques del Centre Excursionista de Catalunya el 1966.

## Arqueologia

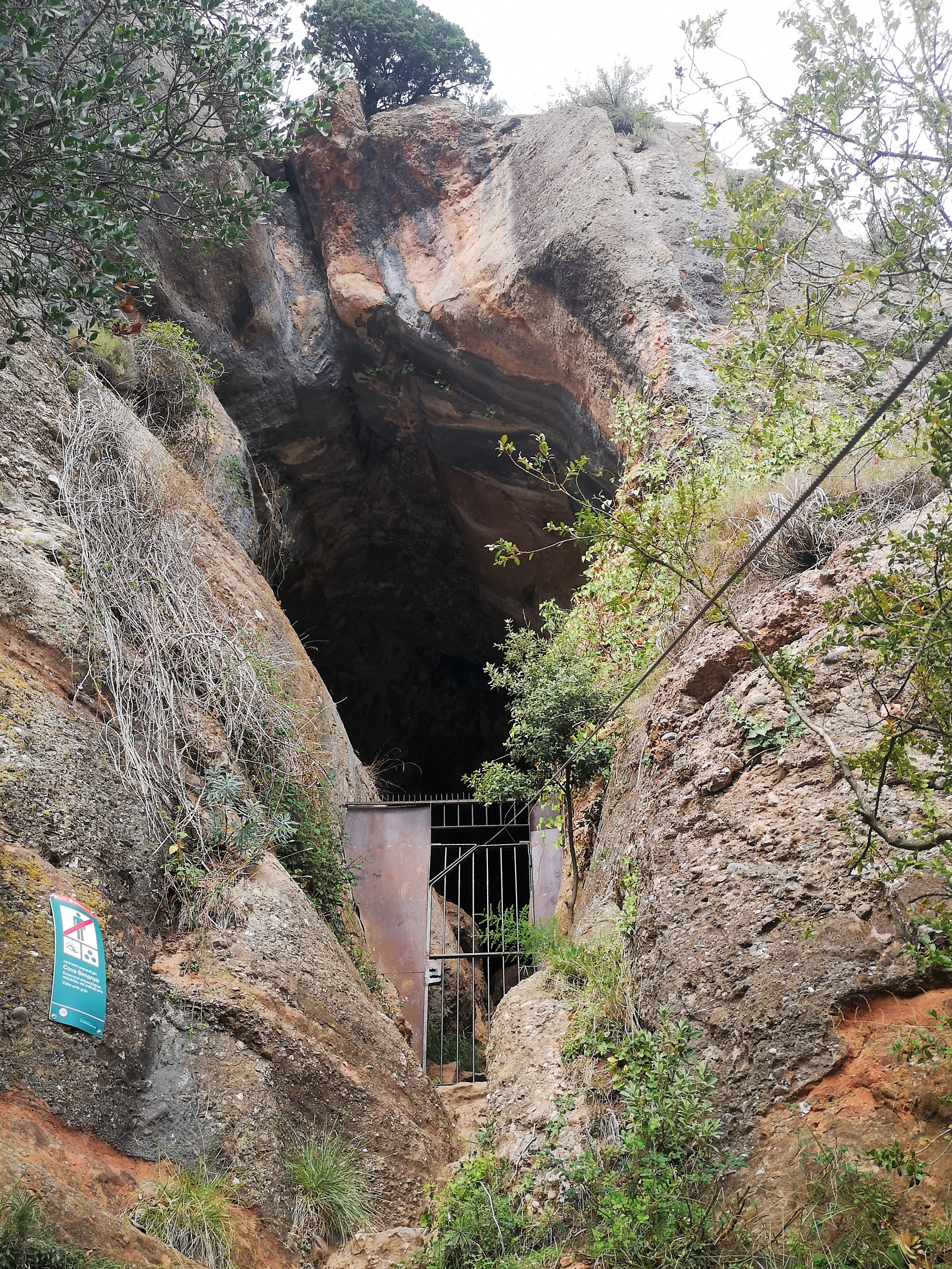
Boca d'entrada de la Cova Simanya (2023)

La cova Simanya és un dels jaciments arqueològics de més interès del massís de Sant Llorenç del Munt ja que s'hi ha descobert indicis d'ocupació humana continuada de períodes que abasten l'edat del bronze, l'edat antiga i l'edat mitjana.
L'any 1911 s'hi varen trobar ceràmiques d'època eneolítica, ibèrica i medieval. A la dècada del 1930 la cavitat va ser parcialment excavada per membres del Centre Excursionista de Terrassa sota la direcció de Joan Solà i Marià Galí. La prospecció va descobrir diversos fragments de ceràmica prehistòrica, ibèrica i medieval i posà de manifest que la cova fou ocupada per humans al llarg de tots aquests períodes històrics de manera més o menys intermitent. Les troballes es conserven al Museu d'Art de Terrassa. Aquestes excavacions, però, van ser molt parcials i fetes sense la utilització de les tècniques i els criteris científics moderns.

## Biologia

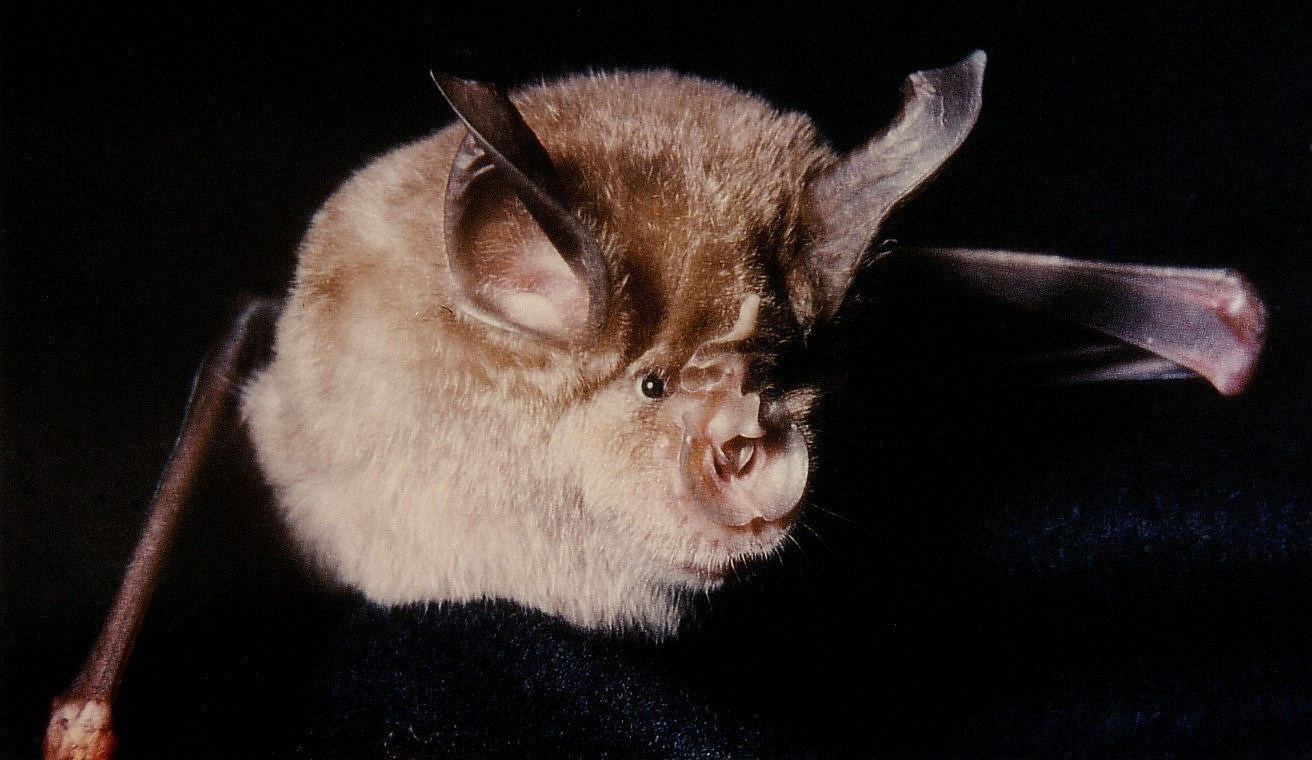
Ferradura grossa (Rhinolophus ferrum-equinum)

Dins la cavitat hi viu una colònia de ratpenats de ferradura gros (Rhinolophus ferrumequinum), raó per la qual es prohibeix l'activitat espeleològica entre l'1 de novembre i el 31 de maig. Es tracta d'una espècie de ratpenat molt gros, d'uns 40 cm amb les ales esteses. Es pot trobar tant en coves i avencs com en habitacles humans abandonats i també és present en diversos indrets del Parc Natural de Sant Llorenç del Munt i l'Obac.

## Galeria d'imatges

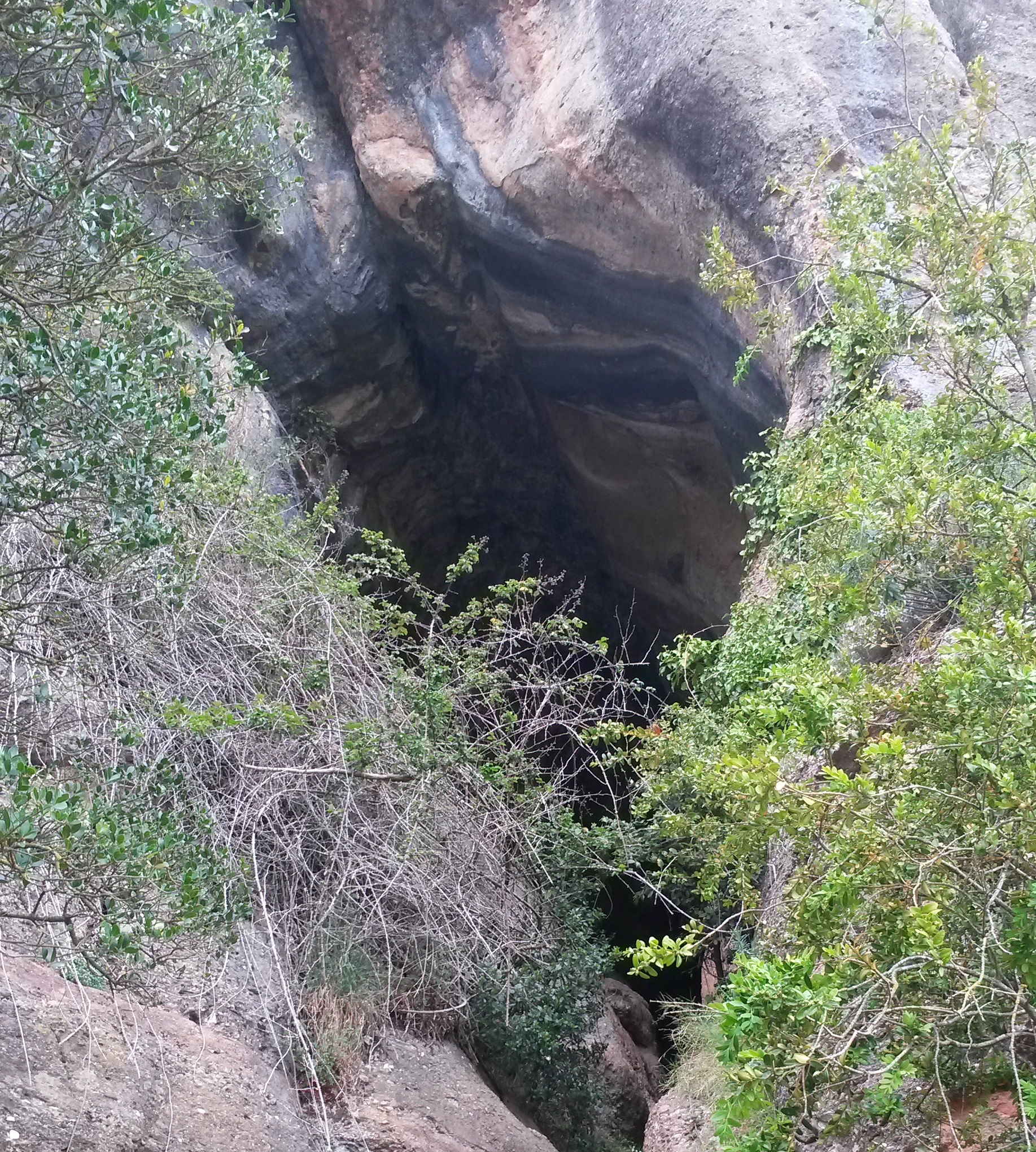
Boca d'entrada
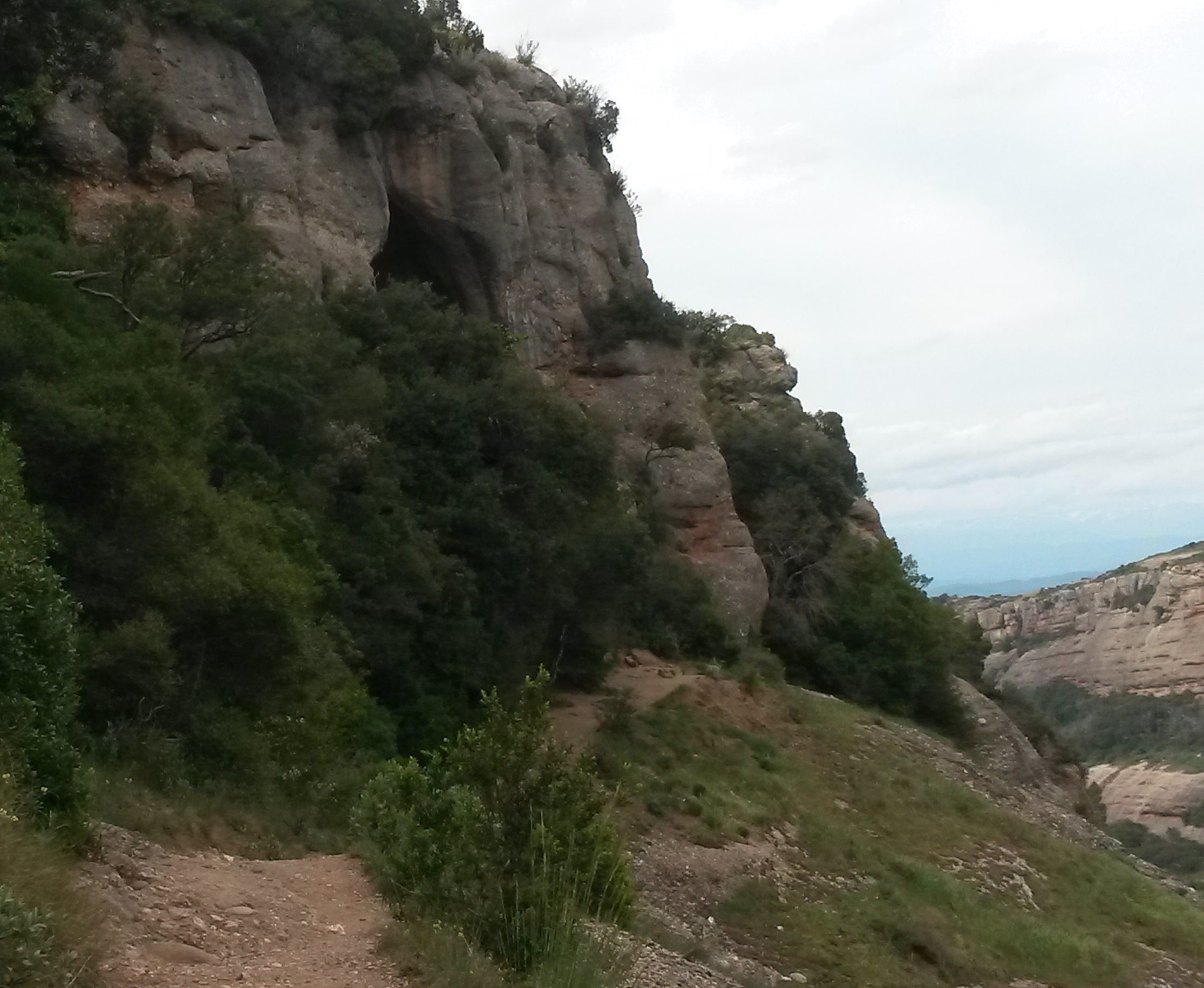
Camí a la cova i la carena dels Emprius al fons
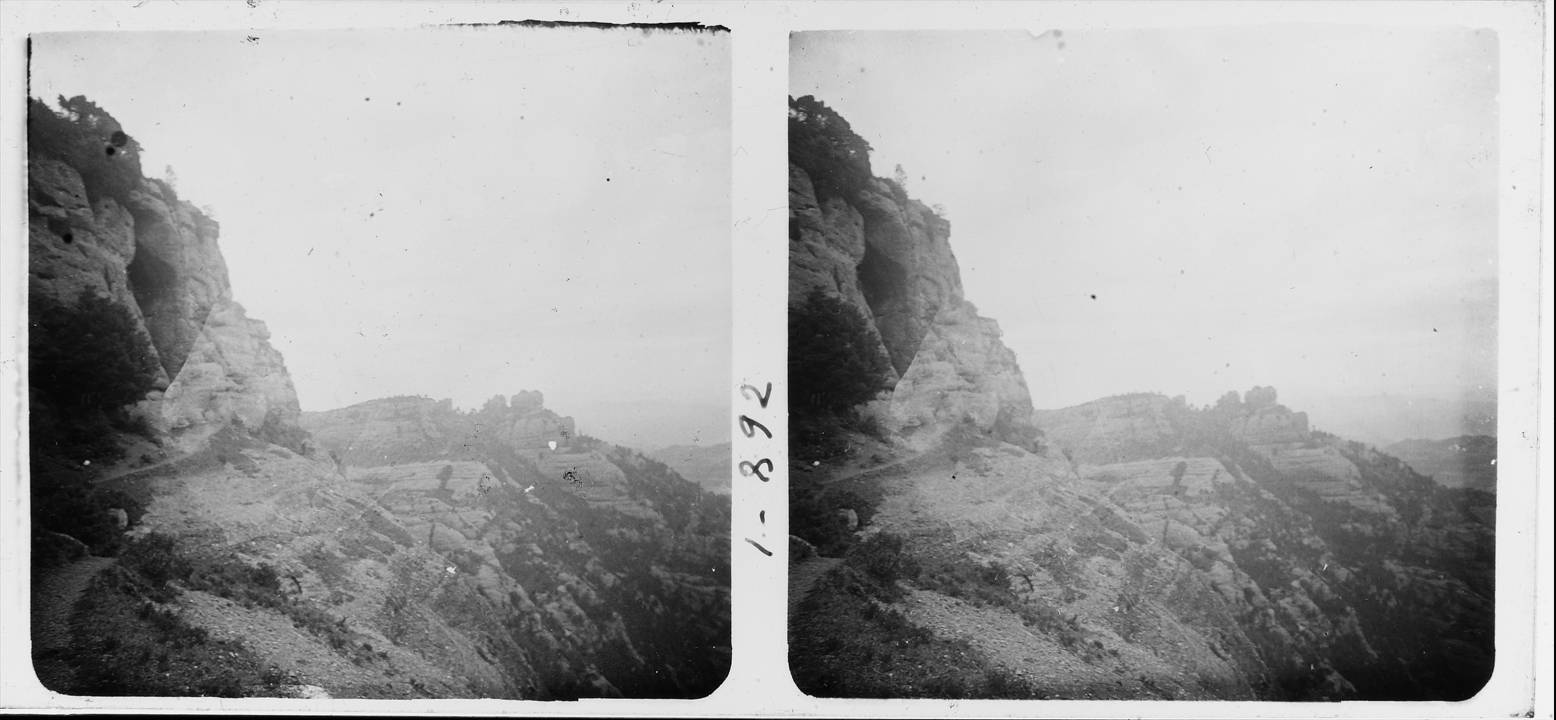
Una cova a Sant Llorenç del Munt, fotografia del 1926 de Josep Salvany i Blanch
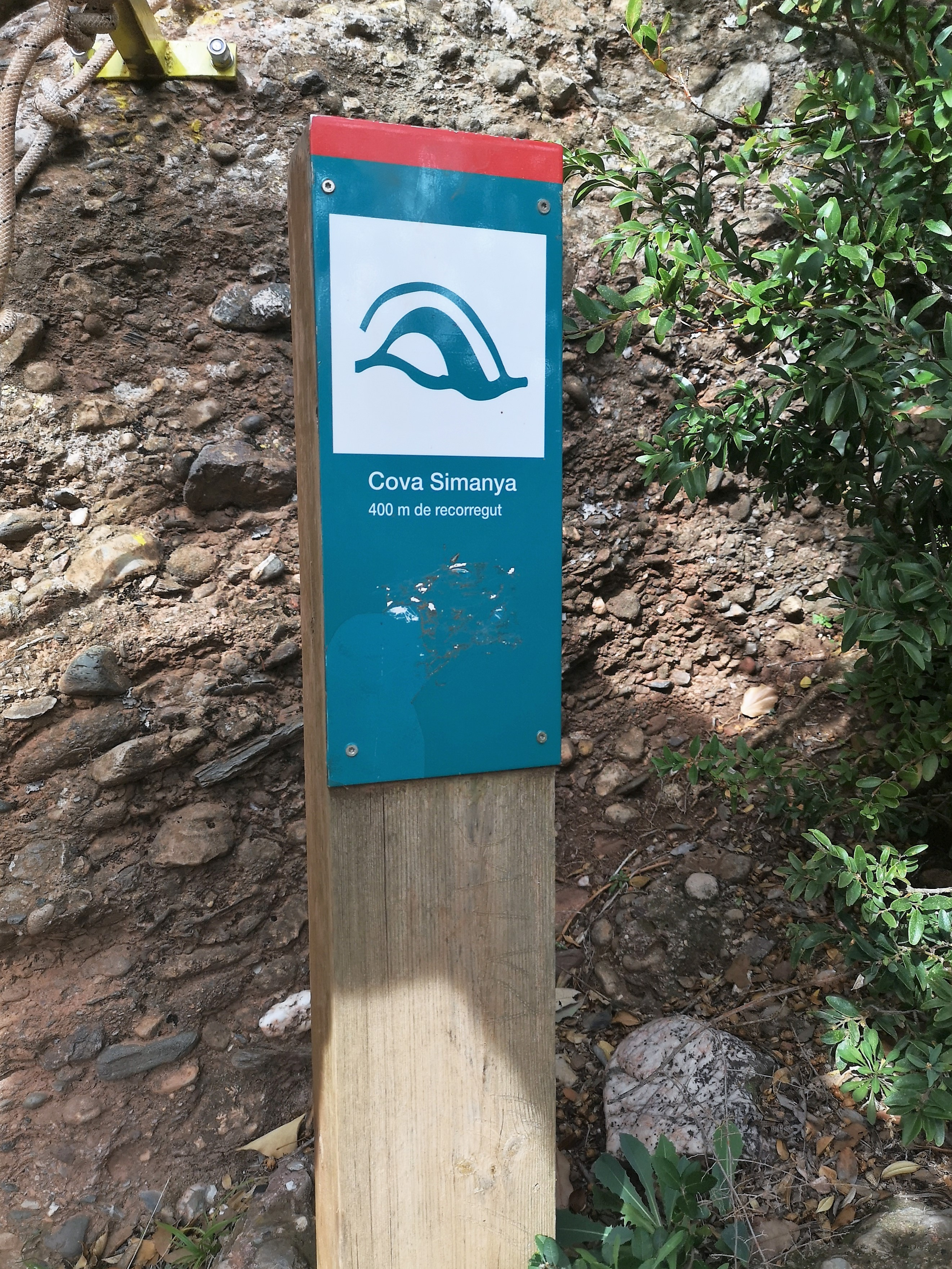
Rètol que indica l'accés a la cova Simanya